# Slowaaks voetbalelftal in 2015
Het Slowaaks voetbalelftal speelde in totaal negen officiële interlands in het jaar 2015, waaronder zes duels in de kwalificatiereeks voor het EK voetbal 2016 in Frankrijk. De selectie stond onder leiding van Ján Kozák, de opvolger van de in 2013 weggestuurde Michal Hipp en Stanislav Griga. Op de in 1993 geïntroduceerde FIFA-wereldranglijst zakte Slowakije in 2015 van de 21ste (januari 2015) naar de 26ste plaats (december 2015).

## Balans
| Wedstrijden | Wedstrijden | Wedstrijden | Wedstrijden | Doelpunten | Doelpunten | Doelpunten | Punten |
| Gespeeld    | Winst       | Gelijk      | Verlies     | Voor       | Tegen      | Saldo      | Punten |
| ----------- | ----------- | ----------- | ----------- | ---------- | ---------- | ---------- | ------ |
| 9           | 6           | 1           | 2           | 16         | 9          | +7         | 1.444  |

## Interlands
|                                                                     |                                                     |       |           |                                                                                     |
| 27 maart EK-kwalificatie Groep C № 243 «onderlinge duels» 20:45 uur | Slowakije                                           | 3 – 0 | Luxemburg | Štadión Pod Dubňom, Žilina Toeschouwers: 9.524 Scheidsrechter: Stephan Studer (SUI) |
| 27 maart EK-kwalificatie Groep C № 243 «onderlinge duels» 20:45 uur | Adam Nemec 10' Vladimír Weiss 21' Peter Pekarík 40' |       |           | Štadión Pod Dubňom, Žilina Toeschouwers: 9.524 Scheidsrechter: Stephan Studer (SUI) |

|                                                     |                 |       |          |                                                                                  |
| 31 maart Vriendschappelijk № 244 «onderlinge duels» | Slowakije       | 1 – 0 | Tsjechië | Štadión Pod Dubňom, Žilina Toeschouwers: 10.594 Scheidsrechter: István Vad (HUN) |
| 31 maart Vriendschappelijk № 244 «onderlinge duels» | Ondrej Duda 49' |       |          | Štadión Pod Dubňom, Žilina Toeschouwers: 10.594 Scheidsrechter: István Vad (HUN) |

|                                                          |                                   |       |                  |                                                                                   |
| 14 juni EK-kwalificatie Groep C № 245 «onderlinge duels» | Slowakije                         | 2 – 1 | Macedonië        | Štadión pod Dubňom, Žilina Toeschouwers: 10.765 Scheidsrechter: Kenn Hansen (DEN) |
| 14 juni EK-kwalificatie Groep C № 245 «onderlinge duels» | Kornel Saláta 8' Marek Hamšík 38' |       | 69' Arijan Ademi | Štadión pod Dubňom, Žilina Toeschouwers: 10.765 Scheidsrechter: Kenn Hansen (DEN) |

|                                                                        |                                         |       |           |                                                                                          |
| 5 september EK-kwalificatie Groep C № 246 «onderlinge duels» 20:45 uur | Spanje                                  | 2 – 0 | Slowakije | Estadio Carlos Tartiere, Oviedo Toeschouwers: 24.000 Scheidsrechter: Damir Skomina (SLO) |
| 5 september EK-kwalificatie Groep C № 246 «onderlinge duels» 20:45 uur | Jordi Alba 5' Andrés Iniesta 30' (pen.) |       |           | Estadio Carlos Tartiere, Oviedo Toeschouwers: 24.000 Scheidsrechter: Damir Skomina (SLO) |

|                                                                        |           |       |          |                                                                                       |
| 8 september EK-kwalificatie Groep C № 247 «onderlinge duels» 20:45 uur | Slowakije | 0 – 0 | Oekraïne | Štadión pod Dubňom, Žilina Toeschouwers: 10.648 Scheidsrechter: Martin Atkinson (ENG) |
| 8 september EK-kwalificatie Groep C № 247 «onderlinge duels» 20:45 uur |           |       |          | Štadión pod Dubňom, Žilina Toeschouwers: 10.648 Scheidsrechter: Martin Atkinson (ENG) |

|                                                                      |           |                       |             |                                                                                    |
| 9 oktober EK-kwalificatie Groep C № 248 «onderlinge duels» 20:45 uur | Slowakije | 0 – 1                 | Wit-Rusland | Štadión pod Dubňom, Žilina Toeschouwers: 9.859 Scheidsrechter: Hüseyin Göçek (TUR) |
| 9 oktober EK-kwalificatie Groep C № 248 «onderlinge duels» 20:45 uur |           | 34' Stanislav Drahoen |             | Štadión pod Dubňom, Žilina Toeschouwers: 9.859 Scheidsrechter: Hüseyin Göçek (TUR) |

|                                                                       |                                         |       |                                                                   |                                                                                             |
| 12 oktober EK-kwalificatie Groep C № 249 «onderlinge duels» 20:45 uur | Luxemburg                               | 2 – 4 | Slowakije                                                         | Stade Josy Barthel, Luxemburg-Stad Toeschouwers: 2.512 Scheidsrechter: Oliver Drachta (AUT) |
| 12 oktober EK-kwalificatie Groep C № 249 «onderlinge duels» 20:45 uur | Mario Mutsch 61' Lars Gerson 65' (pen.) |       | 24' Marek Hamšík 29' Adam Nemec 30' Róbert Mak 90+1' Marek Hamšík | Stade Josy Barthel, Luxemburg-Stad Toeschouwers: 2.512 Scheidsrechter: Oliver Drachta (AUT) |

|                                                                  |                                                  |       |                                   |                                                                                                 |
| 13 november Vriendschappelijk № 250 «onderlinge duels» 20:45 uur | Slowakije                                        | 3 – 2 | Zwitserland                       | Štadión Antona Malatinského, Trnava Toeschouwers: 17.582 Scheidsrechter: Miroslav Zelinka (CZE) |
| 13 november Vriendschappelijk № 250 «onderlinge duels» 20:45 uur | Michal Ďuriš 39' Michal Ďuriš 48' Róbert Mak 55' |       | 63' Eren Derdiyok 67' Josip Drmić | Štadión Antona Malatinského, Trnava Toeschouwers: 17.582 Scheidsrechter: Miroslav Zelinka (CZE) |

|                                                                  |                                                |       |                       |                                                                                       |
| 17 november Vriendschappelijk № 251 «onderlinge duels» 20:45 uur | Slowakije                                      | 3 – 1 | IJsland               | Štadión pod Dubňom, Žilina Toeschouwers: 5.568 Scheidsrechter: Paweł Raczkowski (POL) |
| 17 november Vriendschappelijk № 251 «onderlinge duels» 20:45 uur | Róbert Mak 58' Róbert Mak 61' Michal Ďuriš 84' |       | 8' Alfreð Finnbogason | Štadión pod Dubňom, Žilina Toeschouwers: 5.568 Scheidsrechter: Paweł Raczkowski (POL) |

## FIFA-wereldranglijst
| JAN | FEB | MAR | APR | MEI | JUN | JUL | AUG | SEP | OKT | NOV | DEC |
| --- | --- | --- | --- | --- | --- | --- | --- | --- | --- | --- | --- |
| 21  | 22  | 22  | 20  | 19  | 17  | 15  | 14  | 15  | 18  | 27  | 26  |

## Statistieken
| Matúš Kozáčik    | 1983-12-27 | Viktoria Plzeň      | 6 | 0 | 0 | 14 | 0  |
| Ján Mucha        | 1982-12-05 | Slovan Bratislava   | 2 | 0 | 0 | 44 | 0  |
| Ján Novota       | 1983-11-29 | Rapid Wien          | 1 | 0 | 0 | 2  | 0  |
| Verdediging      |            |                     |   |   |   |    |    |
| Tomáš Hubočan    | 1985-09-17 | Dinamo Moskou       | 8 | 0 | 0 | 43 | 0  |
| Martin Škrtel    | 1984-12-15 | Liverpool FC        | 7 | 0 | 0 | 77 | 5  |
| Kornel Saláta    | 1985-01-24 | Slovan Bratislava   | 5 | 1 | 1 | 35 | 2  |
| Peter Pekarík    | 1986-10-30 | Hertha BSC          | 5 | 0 | 1 | 63 | 2  |
| Norbert Gyömbér  | 1992-07-03 | AS Roma             | 5 | 0 | 0 | 12 | 0  |
| Ján Ďurica       | 1981-11-10 | Lokomotiv Moskou    | 3 | 1 | 0 | 76 | 4  |
| Lukáš Tesák      | 1985-03-08 | FK Arsenal Toela    | 2 | 0 | 0 | 2  | 0  |
| Ľubomír Michalík | 1983-08-13 | DAC Dunajská Streda | 0 | 1 | 0 | 8  | 0  |
| Middenveld       |            |                     |   |   |   |    |    |
| Marek Hamšík     | 1987-07-27 | SSC Napoli          | 8 | 0 | 3 | 93 | 17 |
| Vladimír Weiss   | 1989-11-30 | Al-Gharafa          | 7 | 0 | 1 | 48 | 4  |
| Viktor Pečovský  | 1983-05-24 | MŠK Žilina          | 6 | 2 | 0 | 30 | 1  |
| Juraj Kucka      | 1987-02-26 | AC Milan            | 6 | 0 | 0 | 45 | 4  |
| Patrik Hrošovský | 1992-04-22 | Viktoria Plzeň      | 3 | 3 | 0 | 7  | 0  |
| Ján Greguš       | 1991-01-29 | FK Jablonec         | 3 | 1 | 0 | 4  | 0  |
| Dušan Švento     | 1985-08-01 | 1. FC Köln          | 3 | 0 | 0 | 34 | 1  |
| Ondrej Duda      | 1994-12-15 | Legia Warschau      | 2 | 4 | 1 | 7  | 1  |
| Erik Sabo        | 1991-11-22 | PAOK Thessaloniki   | 0 | 4 | 0 | 6  | 0  |
| Aanval           |            |                     |   |   |   |    |    |
| Róbert Mak       | 1991-03-08 | PAOK Thessaloniki   | 8 | 1 | 4 | 24 | 7  |
| Adam Nemec       | 1985-09-02 | Willem II           | 4 | 1 | 2 | 19 | 4  |
| Michal Ďuriš     | 1988-06-01 | Viktoria Plzeň      | 3 | 3 | 3 | 22 | 3  |
| Róbert Vittek    | 1982-04-01 | Slovan Bratislava   | 1 | 0 | 0 | 81 | 23 |
| Miroslav Stoch   | 1989-10-19 | Bursaspor           | 1 | 2 | 0 | 48 | 5  |
| Martin Jakubko   | 1980-02-26 | MFK Ružomberok      | 0 | 5 | 0 | 41 | 9  |
| Stanislav Šesták | 1982-12-16 | Ferencvárosi TC     | 0 | 4 | 0 | 58 | 12 |
| Filip Hološko    | 1984-01-17 | Sydney FC           | 0 | 1 | 0 | 65 | 9  |